# Aircraft Owners and Pilots Association
Асоціація пілотів і власників літаків (англ. Aircraft Owners and Pilots Association, AOPA, в українському перекладі слова дещо переставлено для благозвучності) — американська некомерційна політична організація, що представляє інтереси авіації загального призначення. AOPA складається переважно з пілотів загальної авіації Сполучених Штатів. Організація призначена служити інтересам своїх членів як пілотів і власників повітряних суден, а також сприяти економічності, безпеці, корисності та популярності польотів на літаках авіації загального призначення. Базується у Фредеріку, штат Меріленд.
AOPA є найбільшою авіаційною асоціацією у світі, — станом на 2012 вона нараховувала 384 915 членів (хоча кількість членів зменшилася з 414 224 у 2010 році, втративши 7 % за два роки). AOPA пов'язана з іншими подібними організаціями в інших країнах через членство в Міжнародній раді асоціацій пілотів і власників літаків (International Council of Aircraft Owner and Pilot Associations, IAOPA). У 2015 році AOPA увійшла до Міжнародного залу авіаційної та космічної слави при Музеї авіації та космонавтики Сан-Дієго.
Організація була створена як Філадельфійський авіаційний заміський клуб (Philadelphia Aviation Country Club) 24 квітня 1932 року на аеродромі Вінґс-Філд поблизу Блу-Белл, Пенсільванія. AOPA була зареєстрована 15 травня 1939 року, її першим президентом став бізнесмен і піонер авіації Чарльз Таунсенд Лудінгтон. У 1971 році організація придбала журнал Airport World Magazine, перемістивши його діяльність у Бетесда, Меріленд.
У вересні 2024 року AOPA призначила Даррена Плезенса своїм шостим президентом і генеральним директором. Плезенс, який має великий досвід роботи в авіації та бізнесі, офіційно вступив на цю посаду 1 січня 2025 року.

## Програми
AOPA веде ряд програм:

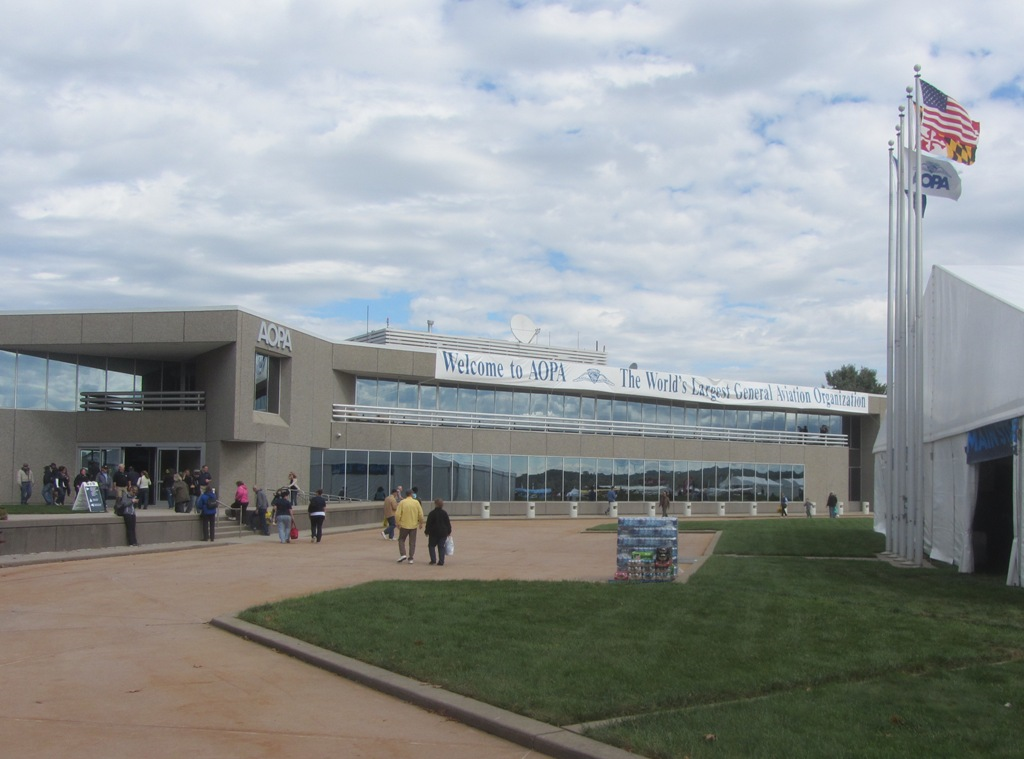
Штабквартира AOPA.

- AOPA Foundation є благодійною організацією AOPA 501(c)(3)[4]. Цілі цього фонду полягають у покращенні загальної авіаційної безпеки (під егідою його Інституту авіаційної безпеки, див. нижче), збільшенні кількості пілотів, збереженні та покращенні громадських аеропортів і створенні позитивного іміджу загальної авіації.
- AOPA Political Action Committee, призначений лише для членів AOPA. Через лобіювання комітет представляє інтереси авіації загального призначення в Конгресі, виконавчій владі, державних і місцевих органах влади. AOPA PAC веде кампанії на користь федеральних, штатних і місцевих кандидатів, які підтримують їхню політику, і виступає проти тих, хто її не підтримує, через рекламні та громадські кампанії щодо членства[5].
- GA Serves America, призначена для популяризації авіації загального призначення[6].
- Legal Services Plan/Pilot Protection Services надають членам AOPA юридичний захист від передбачуваних звинувачень з боку FAA, а також допомогу в отриманні медичних послуг FAA. Реєстрація в Pilot Protection Services відкрита лише для членів AOPA і вимагає додаткової оплати понад внески. Legal Services Plan, створений у червні 1983 року, у 2012 було об'єднано з попередньою медичною програмою під назвою Pilot Protection Services.
- Air Safety Institute (Інститут авіаційної безпеки, раніше Air Safety Foundation) — окрема некомерційна організація, звільнена від податків, яка сприяє безпеці та підвищенню кваліфікації пілотів авіації загального призначення за допомогою навчання, тренувань, досліджень, аналізу та поширення інформації[7].
- You Can Fly, програма для підтримки аероклубів, заохочення найкращих практик у навчанні польотам, допомога колишнім пілотам повернутися до польотів (Rusty Pilots), надання ресурсів і досвіду AOPA групам пілотів по всій країні та допомога учням старших класів дізнатися більше про кар'єру в авіації[8].

## Заходи
AOPA спонсорує свої власні авіазустрічі і день відкритих дверей у Фредеріку, штат Меріленд. Щорічний захід розпочався в 1991 році зі 125 літаків, і до 2001 року відвідуваність зросла до 760 літаків. Після терактів 11 вересня 2001 року захід було скасовано на п'ять років, але відновлено у 2006 році.